# Shōhei Honda
Shōhei Honda (jap. 本田 尚平, Honda Shōhei; * 2. Dezember 1982 in Hokkaidō) ist ein ehemaliger japanischer Skilangläufer. Er gehört der „Winterkampfausbildungseinheit“ (Tōsenkyō) der Bodenselbstverteidigungsstreitkräfte an.

## Werdegang
Honda nahm von 2000 bis 2012 vorwiegend an FIS-Rennen und ab 2004 an Rennen im Skilanglauf-Far-East-Cup teil, den er in der Saison 2007/08 mit dem ersten Platz in der Gesamtwertung abschloss. Sein erstes Weltcuprennen lief er im März 2004 in Lahti, welches er auf dem 55. Platz im Sprint beendete. Seine ersten und einzigen Weltcuppunkte holte er im Februar 2007 in Changchun mit dem 27. Rang im Sprint. Bei den Winter-Asienspielen 2007 belegte er den 11. Platz im Sprint und den achten Rang über 30 km Freistil. Zusammen mit der Staffel holte er die Silbermedaille. Bei den nordischen Skiweltmeisterschaften 2009 in Liberec errang er den 44. Platz über 15 km klassisch, den 43. Platz im 30-km-Skiathlonrennen und den zehnten Platz zusammen mit Yūichi Onda im Teamsprint.
Honda wurde dreimal japanischer Meister im Sprint (2006, 2010, 2011) und einmal im Teamsprint (2010).

## Siege bei Continental-Cup-Rennen
| Nr. | Datum             | Ort       | Disziplin        | Serie                      |
| --- | ----------------- | --------- | ---------------- | -------------------------- |
| 1.  | 7. Januar 2008    | Sapporo   | 10 km klassisch  | Far East Cup               |
| 2.  | 16. August 2008   | Snow Farm | Sprint Freistil  | Australian/New Zealand Cup |
| 3.  | 26. Dezember 2008 | Otoineppu | 7,5 km klassisch | Far East Cup               |

## Weltcup-Statistik
Die Tabelle zeigt die erreichten Platzierungen im Einzelnen.
- 1.–3. Platz: Anzahl der Podiumsplatzierungen
- Top 10: Anzahl der Platzierungen unter den ersten zehn
- Punkteränge: Anzahl der Platzierungen innerhalb der Punkteränge
- Starts: Anzahl gelaufener Rennen in der jeweiligen Disziplin
- Hinweis: Bei den Distanzrennen erfolgt die Einordnung gemäß FIS.

| Platzierung         | Distanzrennen a | Distanzrennen a | Distanzrennen a | Distanzrennen a | Distanzrennen a | Skiathlon Verfolgung | Sprint | Etappen- rennen b | Gesamt | Team c | Team c  |
| Platzierung         | ≤ 5 km          | ≤ 10 km         | ≤ 15 km         | ≤ 30 km         | > 30 km         | Skiathlon Verfolgung | Sprint | Etappen- rennen b | Gesamt | Sprint | Staffel |
| ------------------- | --------------- | --------------- | --------------- | --------------- | --------------- | -------------------- | ------ | ----------------- | ------ | ------ | ------- |
| 1. Platz            |                 |                 |                 |                 |                 |                      |        |                   |        |        |         |
| 2. Platz            |                 |                 |                 |                 |                 |                      |        |                   |        |        |         |
| 3. Platz            |                 |                 |                 |                 |                 |                      |        |                   |        |        |         |
| Top 10              |                 |                 |                 |                 |                 |                      |        |                   |        |        |         |
| Punkteränge         |                 |                 |                 |                 |                 |                      | 1      |                   | 1      | 4      | 5       |
| Starts              | 1               |                 | 9               | 1               |                 | 2                    | 19     |                   | 32     | 4      | 5       |
| Stand: Karriereende |                 |                 |                 |                 |                 |                      |        |                   |        |        |         |